# Jemen i olympiska spelen
Jemen deltog första gången som enad nation i de olympiska spelen 1992 i Barcelona och de har sedan dess deltagit i samtliga sommarspel. Före 1992 tävlade Nordjemen (1984-1988) och Sydjemen (1988) var för sig. De har aldrig deltagit i vinterspelen och de har aldrig vunnit någon medalj.

## Medaljer
| Guld | Silver | Brons | Totalt antal medaljer |
| ---- | ------ | ----- | --------------------- |
| 0    | 0      | 0     | 0                     |

### Medaljer efter sommarspel[1]
| Spel                | Guld | Silver | Brons | Totalt |
| Barcelona 1992      | 0    | 0      | 0     | 0      |
| Atlanta 1996        | 0    | 0      | 0     | 0      |
| Sydney 2000         | 0    | 0      | 0     | 0      |
| Aten 2004           | 0    | 0      | 0     | 0      |
| Peking 2008         | 0    | 0      | 0     | 0      |
| London 2012         | 0    | 0      | 0     | 0      |
| Rio de Janeiro 2016 | 0    | 0      | 0     | 0      |
| Tokyo 2020          | 0    | 0      | 0     | 0      |
| Totalt              | 0    | 0      | 0     | 0      |